# Torcida Jovem do Flamengo

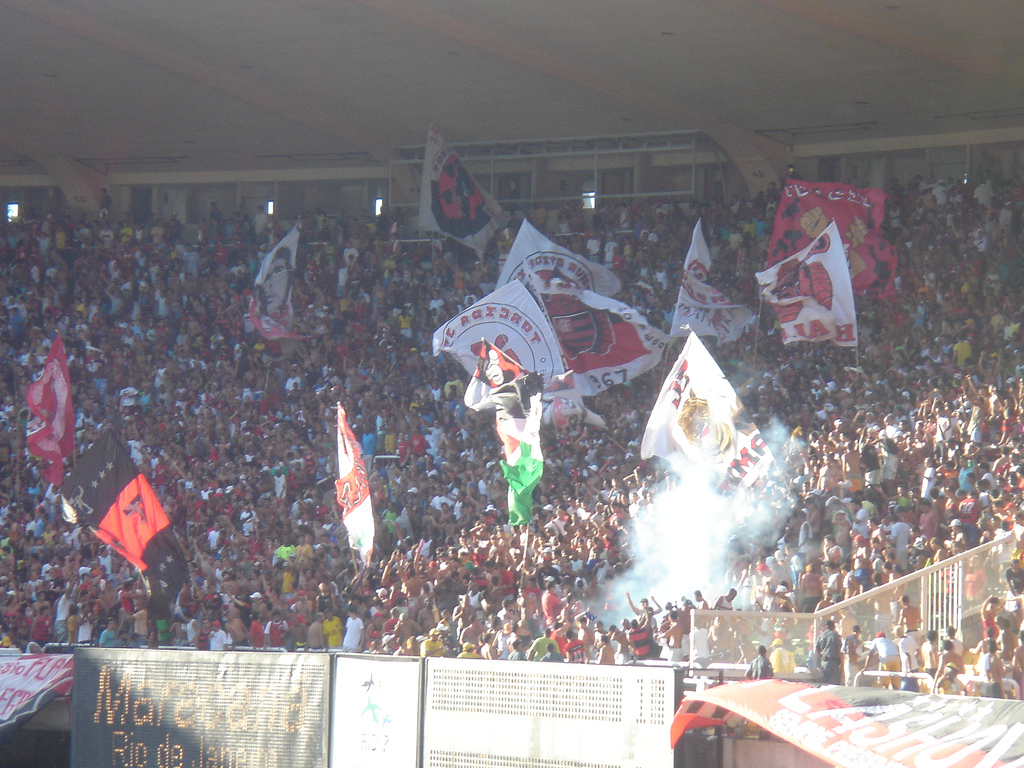
Jovem Fla no Maracanã.

O Grêmio Recreativo Cultural Torcida Jovem do Flamengo, ou Jovem Fla, (TJF), é uma torcida organizada do Clube de Regatas do Flamengo.
É a  maior torcida organizada do Brasil consequentemente sendo uma das maiores organizadas do Rio de Janeiro e torcida organizada do (Flamengo). Sua sede está localizada na na Rua Álvaro Alvim, 48 salas 801/802, Centro do Rio de Janeiro, mas se subdivide por regiões, os chamados "Pelotões".
O símbolo da torcida é um Tanque de Guerra com três canhões e a estrela dourada fazem alusão à conquista do Mundial de Clubes de 1981, onde os canhões do Tanque representam os três gols marcados contra o Liverpool e a estrela o título Mundial. Seu lema é: "Nada do Flamengo, tudo pelo Flamengo!".
PRESIDENTE ATUAL: BOINHA (apelido)

## História
A Jovem Fla foi fundada em 6 de dezembro de 1967, a partir de uma dissidência da Charanga Rubro-Negra. Nos dois primeiros anos de existência, a torcida utilizou o nome Poder Jovem, inspirado no movimento negro norte-americano Black Power.
Ao longo dos anos, tornou-se conhecida por praticar atos violentos durante e após os jogos do time, e desenvolveu rivalidade com outra torcida do mesmo clube, a Raça Rubro-Negra.
Durante a década de 1980, a Jovem Fla começou uma aliança com a Máfia Azul do Cruzeiro, com a qual criaram a "União Punho Cruzado" (UPC), da qual também passou a fazer parte da Torcida Independente, do São Paulo.
Em maio de 2011, o presidente da torcida, Marlon César Soares Alvarenga, conhecido como Touchê, passou a ser procurado pela polícia, acusado de tentativa de homicídio, após uma briga com torcedores vascaínos, numa praça em Niterói, conhecida como reduto dos torcedores do clube rival.
Em maio de 2012, um integrante da torcida, Bruno de Santana Saturnino, conhecido como Feio, foi reconhecido por vascaínos ligados à Força Jovem Vasco, e agredindo, acabando por morrer no Hospital Salgado Filho, no Méier. Em agosto, a polícia passou a apontar o assassinato de Diego Leal, torcedor do Vasco, crime este acontecido naquele mês, como uma vingança de membros da Jovem Fla contra o assassinato de Feio.
Em 2013, investigações da polícia civil apontaram ligações entre a torcida e atividades ilegais, tais como tráfico de drogas e milícias.
Em abril de 2014, a torcida novamente se envolveu em rixa com a RRN, desta vez, em São Paulo. Na ocasião, ambas se enfrentaram, devido ao fato de a Raça Rubro-Negra ter parceria com as torcidas corintianas, em especial a Camisa 12, enquanto a Jovem mantém antiga parceria com a torcida são-paulina.
Em abril de 2017, a Jovem Fla foi banida dos estádios por três anos. Em maio do mesmo ano, novamente um presidente da entidade, desta vez Wallace Costa Mota, o Tabajara, acusado da morte de um torcedor botafoguense nas imediações do Engenhão.
Em dezembro de 2018, na eleição que escolheria o sucessor de Eduardo Bandeira de Mello como presidente do Flamengo, dois candidatos considerados menos expressivos tinham sua origem na Jovem Fla: José Carlos Peruano e Marcelo Vargas.